# 庫庫里夫卡
48°34′59″N 27°30′7″E / 48.58306°N 27.50194°E
庫庫里夫卡（烏克蘭語：Кукурівка），是烏克蘭的村落，位於該國西南部文尼察州，由莫希利夫-波季利斯基區負責管轄，始建於1400年，面積0.32平方公里，2001年人口107，人口密度每平方公里337.54人。